# گروسنکنتن
گروسنکنتن (به آلمانی: Großenkneten) یک شهر در آلمان است که در Oldenburg واقع شده‌است. گروسنکنتن ۱۳٬۸۴۲ نفر جمعیت دارد.